# 중앙로 (서산시)
중앙로(Jungang-ro)는 충청남도 서산시 동문동 시청로터리와 해미면 휴암리 잠양 교차로를 잇는 충청남도의 도로이다. 1999년 11월 8일에 개통되었다.

## 연혁
- 1999년 11월 8일 : 서산시 해미면 휴암리 ~ 수석동 11.22km 구간 개통[1]

## 주요 경유지
충청남도
- 서산시 (동문동 · 석림동 · 수석동 · 음암면 · 해미면)

## 노선
| 이름                     | 접속 노선                                                    | 소재지 | 소재지 | 비고                                                               |
| ------------------------ | ------------------------------------------------------------ | ------ | ------ | ------------------------------------------------------------------ |
| 시청앞 로터리            | 고운로 부춘공원1로 서령로 연당1로 연당2길 번화3길            | 서산시 | 동문동 |                                                                    |
| 삼일상가사거리           | 안견로                                                       | 서산시 | 동문동 |                                                                    |
| 석림사거리               | 국도 제29호선 국도 제32호선 국가지원지방도 제70호선 (서해로) | 서산시 | 수석동 | 국도 제29호선 구간 국가지원지방도 제70호선 구간                    |
| (석림중학교)             | 동서1로 동서2로                                              | 서산시 | 수석동 | 국도 제29호선 구간 국가지원지방도 제70호선 구간                    |
| (석림2통)                | 양열로                                                       | 서산시 | 수석동 | 국도 제29호선 구간 국가지원지방도 제70호선 구간                    |
| 청지천교                 |                                                              | 서산시 | 수석동 | 국도 제29호선 구간 국가지원지방도 제70호선 구간                    |
| (수석충전소)             | 수석순환로                                                   | 서산시 | 수석동 | 국도 제29호선 구간 국가지원지방도 제70호선 구간                    |
| 소탐사거리               | 남부순환로 소탐1로                                           | 서산시 | 수석동 | 국도 제29호선 구간 국가지원지방도 제70호선 구간                    |
| 신장삼거리               | 노루골길                                                     | 서산시 | 음암면 | 국도 제29호선 구간 국가지원지방도 제70호선 구간                    |
| 유계교                   |                                                              | 서산시 | 음암면 | 국도 제29호선 구간 국가지원지방도 제70호선 구간                    |
| 유계리                   | 음암로                                                       | 서산시 | 음암면 | 국도 제29호선 구간 국가지원지방도 제70호선 구간                    |
| 대교 반양교              |                                                              | 서산시 | 해미면 | 국도 제29호선 구간 국가지원지방도 제70호선 구간                    |
| 옥거리 교차로            | 남문2로 서산시도 제6호선 (덕지천로)                          | 서산시 | 해미면 | 국도 제29호선 구간 국가지원지방도 제70호선 구간                    |
| 해미2교                  |                                                              | 서산시 | 해미면 | 국도 제29호선 구간 국가지원지방도 제70호선 구간                    |
| 해미순교성지             | 성지1로                                                      | 서산시 | 해미면 | 국도 제29호선 구간 국가지원지방도 제70호선 구간                    |
| 해미 교차로 (해미파도교) | 국도 제29호선 (내포로) 지방도 제647호선 (남문1로)            | 서산시 | 해미면 | 국도 제29호선 구간 국도 제45호선 구간 국가지원지방도 제70호선 구간 |
| 해미1교                  |                                                              | 서산시 | 해미면 | 국도 제45호선 구간 국가지원지방도 제70호선 구간                    |
| 잠양 교차로              | 국도 제45호선 국가지원지방도 제70호선 (한티로) 남문2로       | 서산시 | 해미면 | 국도 제45호선 구간 국가지원지방도 제70호선 구간                    |

## 주요 건물 및 시설
- 신협 서산신협본점 (중앙로 11/동문동 932-2)
- CU 서산중앙로점 (중앙로 46/동문동 911-12)
- 서산산림조합 (중앙로 114/석림동 605-5)
- KG모빌리티 서산전시장 (중앙로 119/석림동 602-13)
- S-OIL 오성주유소 (중앙로 120/석림동 603)
- 기아오토큐 석림점 (중앙로 131/석림동 527-10)
- 서산의료원 (중앙로 149/석림동 568-5)
- 기아자동차 서산지점 (중앙로 207/석림동 293-5)
- 이마트24 서산수석소탐점 (중앙로 478/수석동 594)